# 1969年香港
|        | 香港歷史 \| 香港歷史年表                                                                                                   |
| 世紀： | 19世紀香港 \| 20世紀香港 \| 21世紀香港                                                                                     |
| 年代： | 1930年代香港 \| 1940年代香港 \| 1950年代香港 \| 1960年代香港 \| 1970年代香港 \| 1980年代香港 \| 1990年代香港               |
| 年份： | 1965年香港 \| 1966年香港 \| 1967年香港 \| 1968年香港 \| 1969年香港 \| 1970年香港 \| 1971年香港 \| 1972年香港 \| 1973年香港 |
| 紀年： | 己酉年（鸡年）、香港開埠128周年、香港重光24周年                                                                            |

## 政府

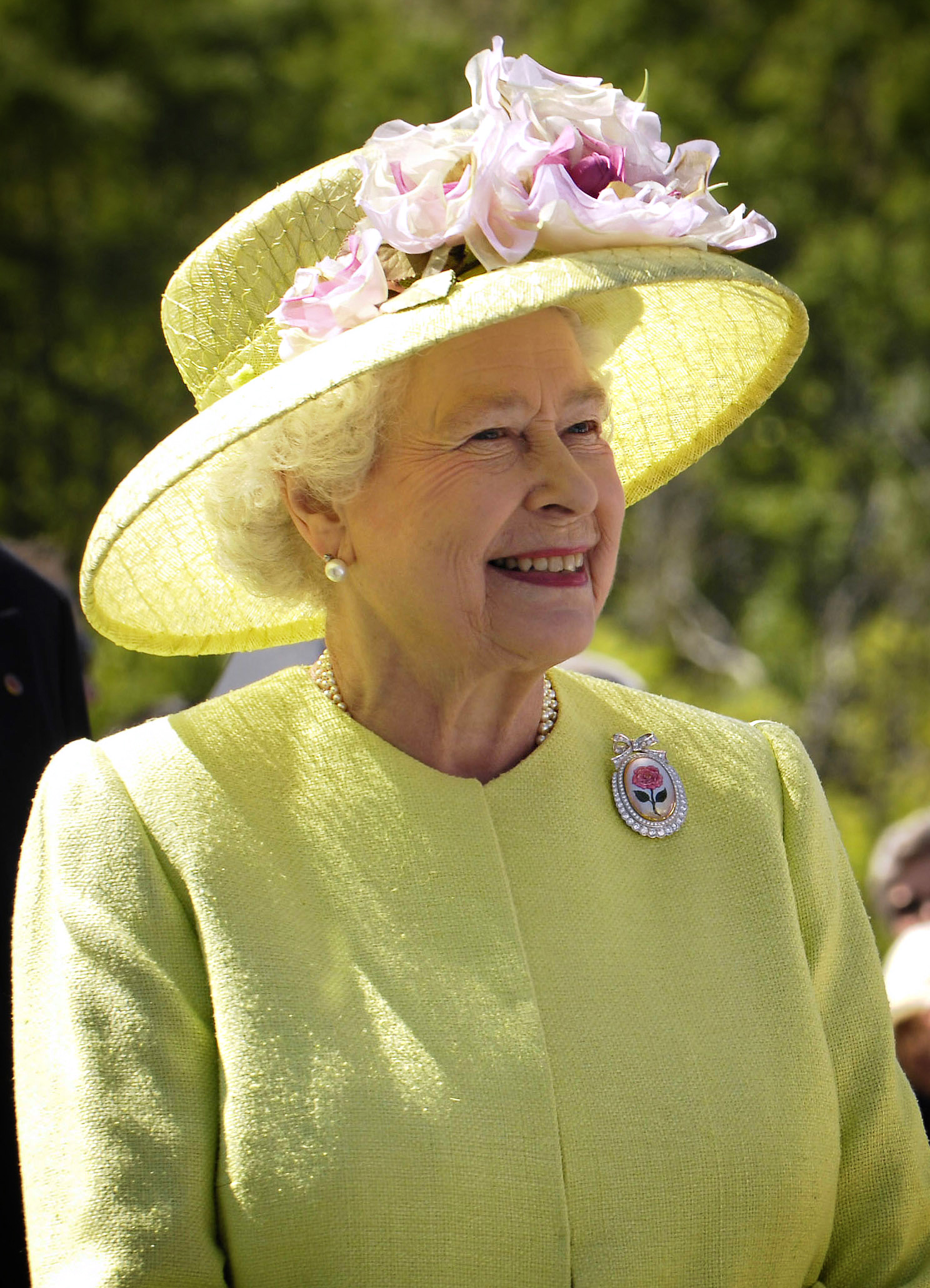
英国君主：伊丽莎白二世

## 大事記
- 1月1日 「油麻地火車站」改稱「旺角火車站」（今旺角東站）。
- 1月20日 船灣淡水湖由香港總督戴麟趾揭幕。
- 1月20日 天文台錄得最高氣溫26.4℃，日平均氣溫23.2℃，是有紀錄以來最高溫的「大寒」。[1]
- 1月22日 東方日報創刊。
- 2月4日 九龍佛教醫院舉行奠基禮。
- 2月11日 土瓜灣梅真尼工廠大廈五級火，3人受傷。[2][3]
- 2月12日 香港銅鑼灣大廈落成。
- 2月28日 九龍荔枝角焚化爐啟用，同時成為全港首座海水化淡廠[4][5]。
- 3月10日 九龍青衣島青衣發電廠興建中發生爆炸，造成1死23傷。
- 3月24日 血洗水警輪案。
- 4月15日 香港鄧肇堅醫院啟用。
- 5月9日 元朗屏山白花村山脚草叢內女學生慘遭姦殺。[6]
- 4月22日 九龍青衣島青衣發電廠正式啟用。
- 5月29日 羅馬教廷任命徐誠斌為天主教香港教區第三任主教，亦是香港首位華人主教。
- 5月 香港佛教書院成立。
- 7月10日 沙頭角鴨洲碼頭啟用。
- 7月18日 香港在憲報刊登一夫一妻法案，1971年正式生效
- 7月20日 一艘停泊在九龍灣的貨輪東星號發生大火，釀成12死13傷。[7][8]
- 7月25日 凌晨三時半，兩輛汽車於大埔公路近沙田火車站相撞，造成1死3傷。[9]
- 7月26日 上午7時50分，香港東北偏北100哩發生5級地震，港澳地區均能感受。
- 7月 香港美國總商會成立。
- 8月10日 大嶼山公路發生啓用後最嚴重車禍，一輛九人客車滿載廿一名乘客在山海亭預備落客時突然溜後，跌落二百呎斜坡，廿二人受傷送院。[10]
- 8月30日 深水埗區長沙灣順寧道30號-32號2樓西廂公寓，中年婦人在公寓312號房被斬殺。
- 9月1日 
  - 海底隧道正式動工，港督在紅磡主持動土儀式。
  - 長洲氣象站正式啟用。
  - 港府宣佈五分﹑一角﹑一元三種輔助紙幣停止流通，硬幣才是合法。[11]
- 9月7日 美國加州州長列根訪港。
- 9月11日 長沙灣豐華工廠大廈五級火，1人受傷。[12][13]
- 9月24日 香港赤柱半島人造衛星通訊站啟用。
- 9月25日 輔警演習期間，被一輛電單車撞至一死六傷。[14]
- 10月5日 鰂魚涌太古職工宿舍對開球場命案。
- 10月6日 第一屆香港節正式舉行。
- 10月9日 新蒲崗福和工業大廈五級火，2死12傷。[15][16]
- 10月26日 九龍紅磡漆咸道天橋通車。
- 10月30日 一架駐港英軍直昇機在粉嶺鶴藪村附近參與演習時失事墜毀，2名英軍喪生。[17]
- 10月 
  - 新界屯門青松觀重建完成。
  - 香港兒童合唱團成立。
- 11月11日 觀塘鴻圖道工廈五級火，傷者達85人。[18][19]
- 11月24日 恆生銀行開始每日發表其反映股票市場當日股票價格的平均升降變化的恆生指數。
- 11月29日 西環富商浮屍案，潮籍富商胡子翹被殺後放入麻包袋掉下西環海面。
- 12月2日 九龍仔大坑西木屋區發生五級大火，二百九十多間木匤被焚，五千七百多人無家可歸，2人受傷。
- 12月14日，第一屆香港節小姐競選在中環皇后像廣場舉行，由關文慧奪得冠軍[20]。
- 12月17日 遠東證券交易所成立。
- 12月25日
  - 中環發生嚴重車禍，一輛貨車於鴨巴甸街腳掣失靈撞落石級下商店，造成1死2傷。
  - 大埔龍尾村一輛私家車撞斃1名女童。[21]
- 12月 香港摩理臣山工業學院創校。

### 節慶
下列節慶，如無註明，均是香港的公眾假期，同時亦是法定假日（俗稱勞工假期）。有 # 號者，不是公眾假期或法定假日（除非適逢星期日或其它假期），但在商業炒作下，市面上有一定節慶氣氛，傳媒亦對其活動有所報導。詳情可參看香港節日與公眾假期。
- 1月1日（星期三）：元旦（根據法定假日放假的機構，或會冬至放假，元旦不放假）
- 2月16日（星期日）：農曆年初一之前一日（是法定假日，但不是公眾假期，根據法定假日放假的機構，或會農曆年初二放假，年初一之前一日不放假。部份機構或會提早下班）
- 2月17日（星期一）：農曆年初一
- 2月18日（星期二）：農曆年初二（根據法定假日放假的機構，或會農曆年初二放假，年初一之前一日不放假）
- 2月19日（星期三）：農曆年初三（是公眾假期，但不是法定假日）
- 3月31日（星期一）：清明節補假（補4月5日）
- 4月4日（星期五）：兒童節 #、耶穌受難節（是公眾假期，但不是法定假日）
- 4月5日（星期六）：清明節、耶穌受難節翌日（是公眾假期，但不是法定假日）
- 4月7日（星期一）：復活節星期一（是公眾假期，但不是法定假日）
- 4月21日（星期一）：英女皇壽辰（是公眾假期，但不是法定假日）
- 6月19日（星期四）：端午節
- 7月1日（星期二）：7月份第一個周日（是公眾假期，但不是法定假日）
- 8月4日（星期一）：8月份第一個星期一（是公眾假期，但不是法定假日）
- 8月25日（星期一）：8月份最後一個星期一為重光紀念日（是公眾假期，但不是法定假日）
- 9月26日（星期五）：中秋節 #
- 9月27日（星期六）：中秋節翌日
- 10月19日（星期日）：重陽節
- 10月20日（星期一）：重陽節翌日（補10月19日）（是公眾假期，但不是法定假日）
- 10月31日（星期五）：萬聖夜 #
- 12月22日（星期一）：冬至（是法定假日，但不是公眾假期，根據法定假日放假的機構，或會元旦放假，冬至不放假。部份機構或會提早下班）
- 12月24日（星期三）：平安夜#（不是公眾假期或法定假日，但部份機構或會提早下班或放假一天）
- 12月25日（星期四）：聖誕節（是公眾假期，但不是法定假日）
- 12月26日（星期五）：聖誕節後第一個周日（是公眾假期，但不是法定假日）
- 12月31日（星期三）：公曆除夕# （不是公眾假期或法定假日，但部份機構或會提早下班或放假一天）

## 出生人物
- 1月30日 羅麗莎
- 2月2日 彭羚
- 2月24日 伍詠薇
- 3月19日 譚耀文
- 5月21日 黃偉文
- 7月8日 陳芷菁
- 7月9日 雷頌德
- 7月19日 陳淑蘭
- 8月8日 王菲
- 8月15日 鄭嘉穎
- 10月7日 陳浩民
- 10月8日 莫可欣
- 10月24日 馬啟仁
- 10月26日 李丞責
- 11月17日 唐文龍
- 11月27日 郭可盈
- 12月7日 潘焯鴻
- 12月28日 蔡子健
- 12月29日 梁小冰
- 陳智德
- 湯禎兆

## 逝世人物
- 6月15日 秦劍，電影導演，自縊身亡。